# Luc Court 8 CV
Luc Court 8 CV ist ein leichtes, französisches Automobil der Pionierzeit.
Das Fahrzeug ist eine Voiturette; der Modellname bezieht sich auf die Fahrzeugsteuerklasse in Frankreich zu dieser Zeit. Es ist damit in der damaligen unteren Mittelklasse einzuordnen. Hersteller war die Société des Anciennes Établissements Luc Court et Cie in Lyon, die den 8 CV von 1901 bis ca. 1904 baute.

## Technik
Die Konstruktion weist viele moderne Elemente wie Frontmotor, ein Lenkrad oder ein Fünfganggetriebe auf. Eine Besonderheit der Fahrzeuge war, dass man ohne viele Werkzeuge den Vorderwagen vom übrigen Fahrzeug trennen und an eine andere Karosserie mit Hinterachse anbauen konnte.

### Motor
Der 8 CV hat einen vorn angebrachten, wassergekühlten Zweizylinder-Reihenmotor mit einem Hubraum von 2355 cm³. Die Leistung beträgt 13 bhp (9,7 kW) bei 1250 Umdrehungen pro Minute. Das Kühlsystem besteht aus einem „Schlangenkühler“ (Messingrohr) an der Stirnwand der Motorhaube und einem Thermosiphon-Kreislauf. Zur Schmierung des Motors wurden manuell am Armaturenbrett angebrachte Öler betätigt („Tröpfchenschmierung“).

#### Kraftübertragung
Das Fahrzeug hat ein sehr fortschrittliches, mechanisches Getriebe mit fünf Vorwärtsgängen und Rückwärtsgang. Aus den Quellen geht nicht hervor, ob das Getriebe mit dem Motor verflanscht ist oder ob es zwischen Motor und Getriebe eine Welle gibt. Der Schalthebel befindet sich am Lenkrad. Die Lederkonuskupplung ist zeittypisch. Auf die Hinterachse wird die Kraft mit zwei Antriebsketten übertragen.

#### Fahrgestell und Aufhängung
Die meisten Voiturettes dieser Zeit hatten ein Fahrgestell aus geschweißtem Stahlrohr. Ob das auch hier zutrifft, ist nicht bekannt. Der Radstand beträgt 2000 mm. Das Fahrzeug hat die üblichen Starrachsen vorn und hinten. Sie sind an je zwei längs angeordneten, halbelliptischen Blattfedern aufgehängt. Anders als andere zeitgenössische Fahrzeuge hat der 8 CV zwei unabhängig voneinander arbeitende Bremssysteme, von denen eines auf Trommelbremsen an den Hinterrädern wirkt und das andere auf das Getriebe. Der 8 CV hat Holzspeichenräder (sogenannte Artillerieräder), die Luftreifen haben die Größe 875 × 105. Die Spurweite beträgt vorne und hinten 1250 mm.

## Renneinsätze
Ein Fahrzeug dieses Typs nahm 1903 an einem Autorennen bei Limonest teil. Dieses Fahrzeug ist erhalten geblieben und im Musée Henri Malartre in Rochetaillée-sur-Saône ausgestellt. Es war auch Vorlage für ein vergriffenes Modellauto des ehemaligen französischen Herstellers R.A.M.I. (Nr. 31, erschienen 1967).